# 小倉良
小倉 良（おぐら りょう、1957年8月31日 - ）は日本の作曲家・編曲家・ギタリスト。茨城県つくば市出身。

## 人物
茨城県つくば市出身。1980年に鎌田俊哉、大谷幸らとともに結成したバンド"PARTY"でデビュー。リードボーカル・ギターを担当した。当時セブンイレブンのCMソング、アサヒビールのCMソングを歌う。下北沢、渋谷、新宿等のライブハウスでライブ活動を行っていたが、後に解散。1986年にバンドダンガンブラザーズバンドにギタリストとして加入し、1989年の解散まで在籍した。その後は様々なアーティストへの楽曲提供やプロデュース・レコーディングなどを行っている。特に、1992年に松田聖子の楽曲制作に関わるようになって以降、アルバム曲を含めたほとんどの曲を共作していた。松田が1996年にリリースしたダブル表題曲シングル『あなたに逢いたくて〜Missing You〜/明日へと駆け出してゆこう』はミリオンヒットを記録している。

## 作曲・編曲
- 松田聖子
  - きっと、また逢える…（1992年2月5日）
  - あなたのすべてになりたい（1992年8月1日）
  - 大切なあなた（1993年4月21日）
  - A Touch of Destiny（1993年5月21日）
  - かこわれて、愛jing（1993年11月10日）
  - もう一度、初めから（1994年5月11日）
  - 輝いた季節へ旅立とう（1994年12月1日）
  - 素敵にOnce Again（1995年4月21日）
  - あなたに逢いたくて〜Missing You〜/明日へと駆け出してゆこう（1996年4月22日）
  - さよならの瞬間（1996年11月18日）
  - 私だけの天使〜Angel〜（1997年4月23日）
  - Gone with the rain（1997年12月3日）
  - 恋する想い〜Fall in love〜（1998年6月17日）
  - Touch the LOVE（1998年11月26日）
  - 20th Party（2000年5月17日）
  - Unseasonable Shore（2000年6月14日）
  - 素敵な明日（2002年6月5日）
  - I'll fall in love（2005年8月24日）
  - しあわせな気持ち（2005年9月21日）
  - bless you（2006年4月26日）
  - 君との未来図（クレジットは"Paw Paw"）（2006年5月24日）
  - 涙のしずく（2012年5月2日）
  - I Love You!! 〜あなたの微笑みに〜（2014年5月21日）

- 松原健之
  - カサブランカ（2023年7月5日）
  - 桜ひとひら（2023年9月27日）

## 作曲
- オールナイターズ
  - 女子大生にまかせなさい!! （作詞谷穂ちろる、編曲小林信吾、c/w 結城貢「小言」、1985年8月5日）
- 森口博子
  - 星空

- 髙橋真梨子
  - ノンフィクション (作詞 : 松井五郎、編曲：松本晃彦、コーラスアレンジ：ヘンリー広瀬)
- 嶺鶯
  - 永遠の愛（作詞：嶺輝子、編曲：鈴木英明）
  - ああ大学生（作詞：嶺輝子、編曲：鈴木英明）
  - 月・雪・花 （作詞：嶺輝子、編曲：前田俊明 ）

## 編曲
- 扇ひろ子
  - My Valentine〜2月14日に生まれて〜（作詞：美樹克彦、作曲：KOSEI）

- 伍代夏子・藤あや子
  - いつもそばにいるよ（作詞：伍代夏子、作曲：藤あや子）
  - オンナノハナミチ（作詞：伍代夏子・藤あや子、作曲：藤あや子）

## アニメーション・ゲーム関連
- 『ときめきメモリアル』Go! Go! パラメータ（作詞:下記参照、編曲:栗尾直樹）
コナミ（現、コナミデジタルエンタテインメント）の恋愛シミュレーションゲーム『ときめきメモリアル』の楽曲であり、一部の主要な女の子キャラのバージョンと藤崎詩織役の金月真美のバージョンがある。
作詞は「Go! Go! パラメータ ver.2」でキャラ名の虹野沙希になっている以外は、キャラを演じた声優本人が手掛けている。
- 『ときめきメモリアル』『over the rainbow 』虹野沙希
ときめきをありがとう(作詞：吉元由美)、私だけのヒーロー(作詞：伊藤薫)(二曲共編曲:栗尾直樹)、over the rainbow(作詞：三浦徳子)、特別なテレパシー(作詞：まつざきゆうこ)(二曲共編曲:石塚知生)
- 『シティーハンター2』ORIGINAL ANIMATION SOUNDTRACK VOL.1
  - CITY HEAT（作詞：北代桃子、編曲：大谷幸）
  - NO NO NO（作詞：乃未紫煙、編曲：大谷幸）

2曲ともに歌唱は小倉本人が担当。
- 『シティーハンター2』ORIGINAL ANIMATION SOUNDTRACK VOL.2
  - NAME OF THE GAME（作詞：LINDA HENNRICK、編曲：大谷幸、歌：JENNIFER CIHI）
  - WITHOUT YOU（作詞：LINDA HENNRICK、編曲：大谷幸、歌：JENNIFER CIHI）
  - PARTY DOWN（作詞・歌：北代桃子、編曲：大谷幸）

## Party

### メンバー
- 鎌田俊哉（リードギター）
- 小倉良（リードボーカル）
- 武田信太郎（ドラムス）
- 結城一明（ベース）
- 大谷幸（キーボード）

### EP
- ストロベリー・キッス／ミッドナイト・パーティ（1980年、CBS/SONY、06SH 691）
  - ストロベリー・キッス（作詞：康珍化、作曲：鎌田俊哉）
  - ミッドナイト・パーティ（作詞：伊達歩、作曲：鎌田俊哉）
  - ※編曲の記載なし
- 恋のSunny Lady／いまさら片想い（1980年、CBS/SONY、06SH 798）
  - 恋のSunny Lady（作詞：杉山恒太郎・間宮貴美子、作曲：杉真理）
  - いまさら片想い（作詞・作曲：鎌田俊哉）
  - ※編曲の記載なし

### LP
（不明）